# Hirola
De Hirola (Beatragus hunteri soms Damaliscus hunteri) ook bekend als Hunter's Hartebeest is het enige lid van het geslacht Beatragus.

## Uiterlijk
Hirolas staan bekend als de "vier-ogenantilopen," vanwege hun grote  glandulae praeorbitales. Het dier heeft een schofthoogte van  100 tot 125 centimeter, is 120 tot 200 centimeter lang en weegt 80 tot 118 kg. De staart is 30 tot 45 centimeter lang. Hun vacht is zandbruin van kleur, grijzer bij de mannetjes dan bij de vrouwtjes, met een lichtere onderbuik en een kleine witte, brilachtige, strook op de brug van de neus. De hoorns zijn liervormig en zeer opvallend geringd.

## Leefgebied
De Hirola komt tegenwoordig alleen nog maar voor op grote droge vlakten op de grens met Kenia en Somalië. Voorheen kwam de soort ook voor in Somalië maar men vermoedt dat ze in dit land sinds 2005 is uitgestorven.

## Gedrag
Kuddes bestaan uit twee tot veertig vrouwtjes onder leiding van een territoriaal mannetje. Vrijgezelle kuddes van vijf of meer mannetjes zijn vrij gebruikelijk. De dominante mannetjes zijn zeer territoriaal. Als mannetjes vechten, laten ze zich op de knieën zakken terwijl ze met hun hoorns de tegenstander met de achterpoten naar voren duwen.

## Voedsel
Deze antilopen zijn dagdieren en besteden voornamelijk de ochtenden en de namiddagen aan grazen. Naast gras eten de Hirola's soms ook bladeren. Het meest van hun vocht halen de dieren uit de ochtenddauw.

## Bedreigd
De Hirola is een ernstig bedreigde diersoort. Momenteel zijn er nog tussen de 500 tot 1000 exemplaren in het wild. In 1980 bestond het bestand nog uit zo'n 7.000 dieren terwijl slechts tien jaar eerder er nog meer dan 14.000 dieren geteld werden. De sterke afname heeft te maken met het moeten concurreren met vee waardoor er niet voldoende voedsel is in een gebied dat zonder meer al geteisterd wordt door grote droogtes. Ook de jacht op het dier heeft een rol gespeeld.
In het Tsavo National Park in Kenia zijn er in de jaren zeventig enkele exemplaren herplaatst. Hier bestaat de kudde ondertussen uit alweer meer dan honderd exemplaren. Hiermee kan hopelijk worden voorkomen dat het dier uiteindelijk definitief zal uitsterven.

## Afbeeldingen

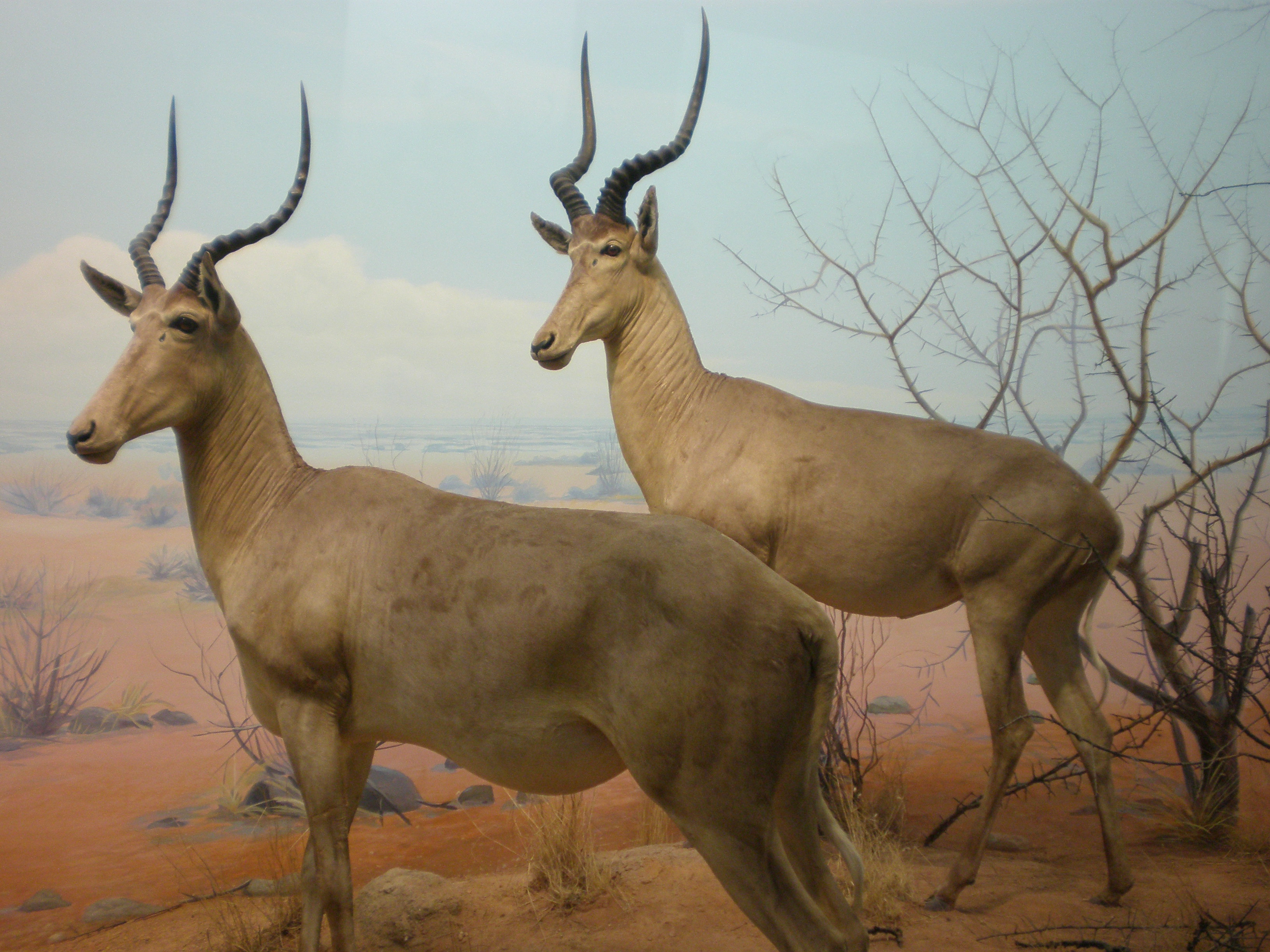
In de African Hall of the Kimball Natural History Museum.
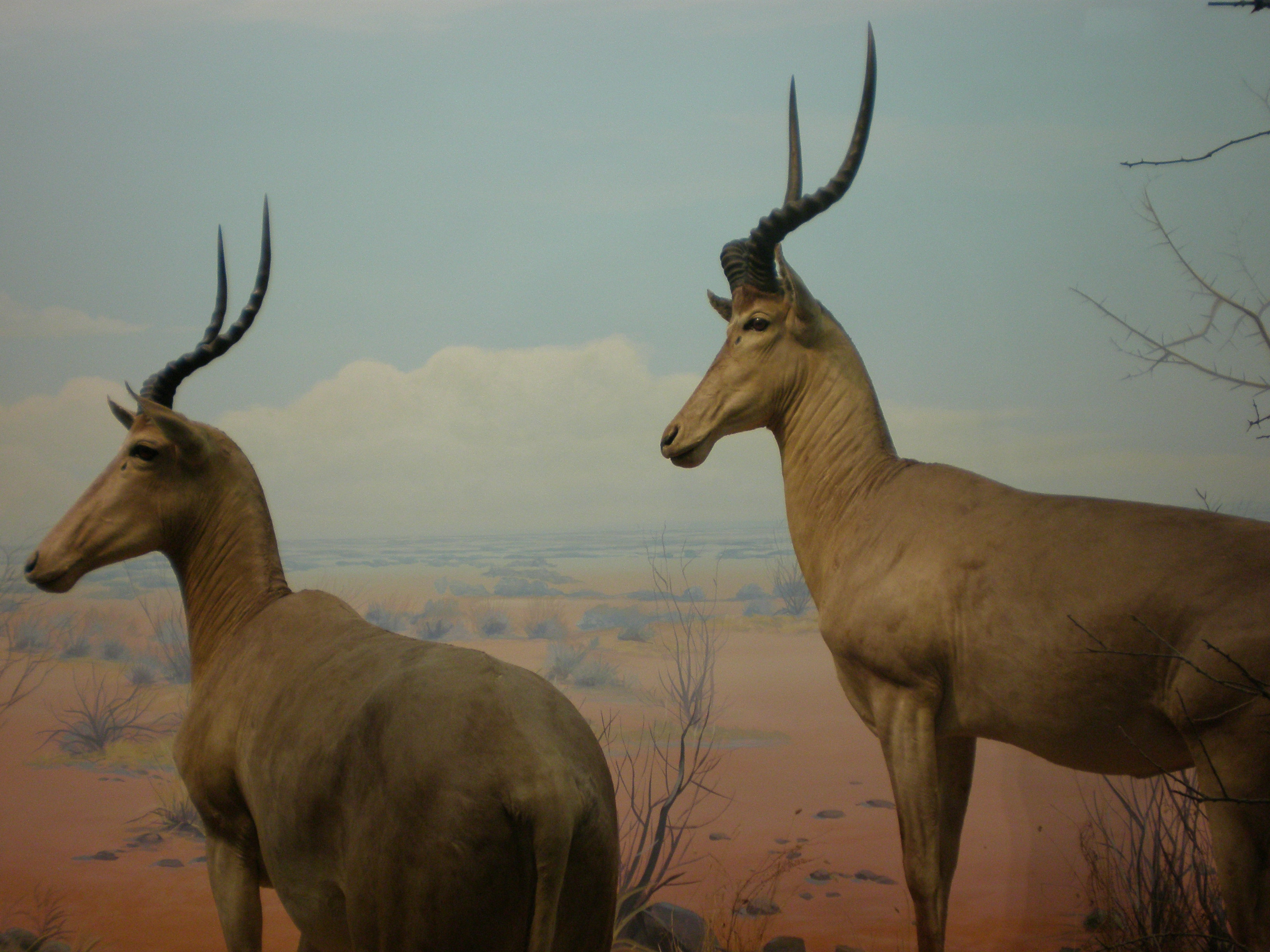
In de African Hall of the Kimball Natural History Museum.